# سوليفان بالو
سوليفان بالو هو محامي وسياسي أمريكي، ولد في 28 مارس 1829 في سميثفيلد في الولايات المتحدة، وتوفي في 28 يوليو 1861 في ماناساس في الولايات المتحدة. نشط حزبياً في الحزب الجمهوري. وقد انتخب عضو مجلس نواب رود آيلاند ‏.